# Jacques de Morgan

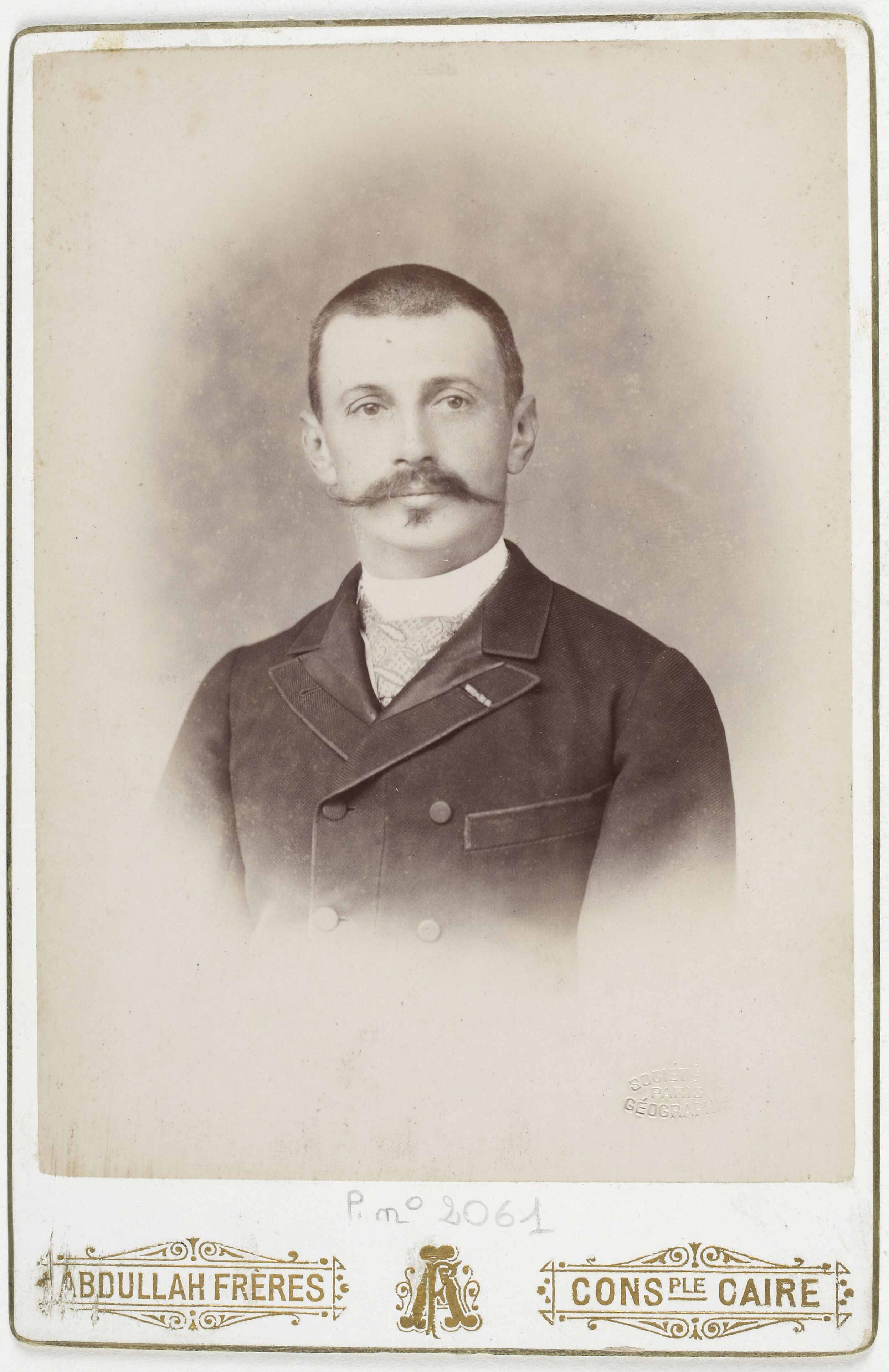
Jacques de Morgan

Jacques Jean Marie de Morgan (ur. 3 czerwca 1857 w Huisseau-sur-Cosson, zm. 12 czerwca 1924 w Marsylii) – francuski inżynier górnictwa, geolog, archeolog i dyrektor egipskiej Służby Starożytności.

## Życiorys
W latach 1894–1895 badał stanowisko archeologiczne w Dahszur, w okręgu grobowym Amenemhata III, gdzie odkrył „skarb z Dahszur” – biżuterię należącą do królowych i księżniczek XII i XIII dynastii. Następnie prowadził wykopaliska na stanowisku w Nakadzie, gdzie odkrył grobowiec królowej Neithotep, żony Narmera, pierwszego króla zjednoczonego Egiptu.